# Sphenostethus taslei
Sphenostethus taslei là một loài bọ cánh cứng trong họ Cerambycidae.